# Жиндо 2-е
Жиндо 2-е — село в Красночикойском районе Забайкальского края России. Входит в состав  сельского поселения «Жиндойское».

## География
Село находится на берегу реки Чикой.

## История
Село основано в 1727 году как пограничное казачье поселение.

## Население
| 2010 | 2021 |
| ---- | ---- |
| 177  | ↘165 |

## Известные уроженцы
- Хлуднев, Фёдор Матвеевич (1917—1944) — советский военнослужащий, рядовой, Герой Советского Союза.